# Eternus 9
Eternus 9 é uma história de ficção científica da banda desenhada portuguesa, criada em 1975 por Victor Mesquita.

## Criação
Em 1975, Victor Mesquita lança e dirige a revista Visão, uma revista que apesar da sua curta existência, iria ter grande impacto na banda desenhada portuguesa. Para incluir na revista estava à procura de um herói que representasse a Europa que, ao contrário dos super-heróis criados nos EUA, fosse humano mas que tivesse faculdades paranormais. A partir desse principio, desenhou uma Lisboa futurista, onde existia um centro de biologia experimental suspenso por cima do Castelo de São Jorge, cujo objectivo era investigar o comportamento humano e procurar vida inteligente no universo. Deu-se então inicio à saga de Eternus 9 com o inicio da sua publicação em abril de 1975., terminando apenas a sua publicação, com o lançamento em álbum pela pela editora Meribérica-Líber em 1979, sendo posteriormente publicada em francês e flamengo

## Descrição

Capa do álbum Eternus 9, lançado pela Meribérica em 1979

O álbum encontra-se profusamente ilustrado, com um grafismo brilhante e minucioso constituído por uma estrutura experimental fora dos parâmetros da banda desenhada convencional, a criação das pranchas obedece a uma lógicas que se afasta das sequências simples e lineares tradicionais na banda desenhada, tecendo ligações que se fundem em elementos destacados no desenho. Os monumentais cenários, ao estilo barroco, muito próximo do gótico, com a verticalidade e o novelo de arcos cruzados e ogivas a dominarem as imagens, concebidas em longos quadros verticais surgindo dos elementos arquitectónicos e às quais se sucedem quadros mais pequenos onde a narrativa prossegue. Para além destas linhas de força, surge um outro elemento que define a estrutura básica, o conjunto de símbolos de que Victor Mesquita se socorre para compor a epopeia de Eternus, quase sempre com referencias a tradições religiosas, entre elas o cristianismo. O círculo e o triângulo, o Signum Salomonis ou os pictogramas do Zodíaco criando dessa forma pranchas de enorme impacto visual, como aquelas em que uma espiral regista a concepção de uma vida evoluindo, depois, para uma complexa sequência (tão longe das convenções de leitura tradicionais que foi necessário numerar os quadros), culminando no domínio visual absoluto da criança que será Eternus, em destaque ao centro com uma simbologia muito forte lembrando Jesus Cristo.
A história de Eternus 9 narra o processo da sua consciencialização, chamada pelos sábios do planeta Kairos para encetar a descoberta do seu papel no Universo. Com o destino traçado pelo nome, que associa a eternidade ao retorno ao início marcado pelo último dos algarismos simples, o herói verá o seu percurso cruzar-se com o da humanidade ao renascer no corpo de um bebé, resultado de uma experiência científica destinada a travar os problemas ambientais que assolam a Terra.

## Consequências
Eternus 9 foi um marco de enorme relevância, não só pela inovação relativamente à produção nacional da época como também pela influencia gerada que podemos observar em histórias como "As Aventuras De Filipe Seems", de Nuno Artur Silva e António Jorge Gonçalves, entre outras, acabando por se tornar um marco fundamental da história da banda desenhada portuguesa, possuidora de uma força visual tão poderosa acabando por se tornar em uma história de culto encontrando-se muitos dos seus desenhos bem presentes na memória de muitos fãs de banda desenhada em Portugal.